# Oceano
Oceano — американський дезкор-гурт з округу Кук, штат Іллінойс. Сформований 2006 року гурт підписав контракт з лейблом Earache Records і випустив дебютний альбом Depths 7 квітня 2009 року. Їх другий альбом, Contagion, вийшов 9 листопада 2010 року. Третій альбом під назвою Incisions вийшов 1 жовтня 2013 року. Четвертий альбом Ascendants вийшов 23 березня 2015 року. П'ятий альбом Revelation вийшов 19 травня 2017 року. Це був їхній перший реліз на новому лейблі, Sumerian Records. Шостий альбом Living Chaos вийде 30 серпня 2024 року.
Після відходу вокаліста Джеремі Керролла у 2009 році у складі гурту більше не залишилося жодного з оригінальних учасників. Вокаліст Адам Уоррен є найдавнішим учасником гурту, він грає в Oceano з моменту приєднання 2007 року.

## Історія
Після заснування у 2006 році, Oceano спочатку був гуртом з чотирьох учасників, сформованим Джеремі Керроллом, до складу якого входили Керролл на соло-гітарі, Джефф Еріксон на бас-гітарі, Ніко ЛаКорсія на барабанах та Едді Гарріс на вокалі. Oceano пройшов через низку ротацій складу учасників, поки не зупинився на новому складі та новому звучанні у 2007 році. Цей склад, до якого увійшли Адам Уоррен на вокалі, Ендрю Міхаель на ритм-гітарі, Майкл Сауткомб на барабанах і Кевін Хейр на бас-гітарі, продовжив розвивати звучання, яке вони представили світові на своїх перших записах.
Oceano записали дебютний альбом Depths наприкінці 2008 року, випустивши його по всьому світу 20 квітня 2009 року.
Джеремі Керрола вигнали з гурту в січні 2009 року через особистісні конфлікти між учасниками. Після відходу Керрола в гурті не залишилося жодного учасника з оригінального складу Oceano. 3 лютого 2010 року Ендрю Міхаіл також покинув гурт.
Oceano брали участь у турі Summer Slaughter Tour 2011 року в Північній Америці разом із хедлайнерами Whitechapel і The Black Dahlia Murder.
У січні 2012 року поширилися чутки про те, що гурт розпадається, які були спростовані лейблом Earache. Замість цього було зроблено оголошення, що гурт насправді йде на невелику перерву після виступу на New England Metal and Hardcore Festival через те, що вокаліст, Адам Уоррен, став батьком. Однак після деякого часу, проведеного поза гуртом, Oceano вирішили не розпускатися, а продовжити гастролі. Перед виступом у складі американського літнього туру Scream It Like You Mean it вони повідомили, що почали писати наступний альбом, Incisions, який вийшов у 2013 році. 28 січня 2013 року вийшло перше лірик-відео з альбому, «Slow Murder». 12 січня 2015 року гурт випустив нову пісню під назвою «Dead Planet» з четвертого альбому Ascendants, який вийшов 23 березня на лейблі Earache Records. 17 лютого 2017 року гурт оголосив у Facebook, що підписав контракт із лейблом Sumerian Records. П'ятий альбом, Revelation, вийшов 19 травня.
17 серпня 2022 року Oceano випустили «Mass Produced», свою першу нову пісню з 2017 року. Вихід шостого альбому гурту, Living Chaos, запланований на 30 серпня 2024 року.

## Музичний стиль та лірика
Oceano — дезкор-гурт, що поєднує жанри металкор, гардкор і дез-метал. Вони також (особливо у ранніх роботах) відчули невеликий вплив грайндкору. Їхнє звучання характеризують бласт-біти, звучний контрабас, повільні важкі брейкдауни і низький дез-метал-гроул, а іноді і типовий для металкору верескливий вокал. Тексти пісень варіюються від антирелігії до мізантропії. Гурт надихався такими гуртами, як Dying Fetus, Cannibal Corpse, Decapitated, Behemoth, The Acacia Strain, Deicide, Hatebreed, Suicide Silence, Meshuggah і Slayer.

## Учасники

### Теперішні учасники
- Адам Воррен — вокал (з 2007)
- Скотт Сміт — гітари (з 2014)
- Кріс Вагнер — бас (з 2014)

### Колишні учасники
- Ентоні Ґарсія ДіАндреа — вокал (2006)
- Крістофер Негрон — вокал (2006)
- Едді Харріс — вокал (2006—2007)
- Джеремі Керролл — гітара (2006—2009)
- Дерек Хілдрет — ударні (2006—2007)
- Ніко ЛаКорщ — ударні (2007)
- Майк Саузкомб — ударні (2007—2008)
- Кевін Хеа — бас-гітара (2007—2008)
- Ендрю Михаїл — гітара (2007—2010)
- Тристан МакКанн — гітара (2009)
- Девін Шидакер — гітара (2010—2013)
- Денис Ніколаєв — вокал (2010—2011)
- Нік Конзер — гітара (2010—2014)
- Майкл Каспер — соло-гітара (2013—2016)
- Джейсон Джонс — бас-гітара (2008—2014)
- Деніел Тейчин — ударні (2008—2013)
- Чейсон Вестморленд — барабани (2014—2015)
- Майк Шанахан — третя гітара (2014—2015)
- Ендрю Гольцбаур — барабани (2015—2017)
- Метт Кохановскі — барабани (2017—2022)

## Дискографія

### Студійні альбоми
| Depths                                                                      | - Випущено: 7 квітня 2009 - Лейбл: Earache - Формат: CD, цифрове завантаження    | 16 | —  | —  | —  |
| Contagion                                                                   | - Випущено: 9 листопада 2010 - Лейбл: Earache - Формат: CD, цифрове завантаження | 3  | 25 | 50 | 17 |
| Incisions                                                                   | - Випущено: 1 жовтня 2013 - Лейбл: Earache - Формат: CD, цифрове завантаження    | 12 | —  | —  | 21 |
| Ascendants                                                                  | - Випущено: 23 березня 2015 - Лейбл: Earache - Формат: CD, цифрове завантаження  | —  | —  | —  | 14 |
| Revelation                                                                  | - Випущено: 19 травня 2017 - Лейбл: Sumerian - Формат: CD, цифрове завантаження  | —  | —  | —  | —  |
| Living Chaos                                                                | - Випущено: 30 серпня 2024 - Лейбл: Sumerian - Формат: CD, цифрове завантаження  | —  | —  | —  | —  |
| "—" показує запис, який не потрапив у чарти або не вийшов на цій території. |                                                                                  |    |    |    |    |

Демозаписи
- Demo 2006[17]
- Demo 2007
- Demo 2008